# کتابخانه آزاد فیلادلفیا

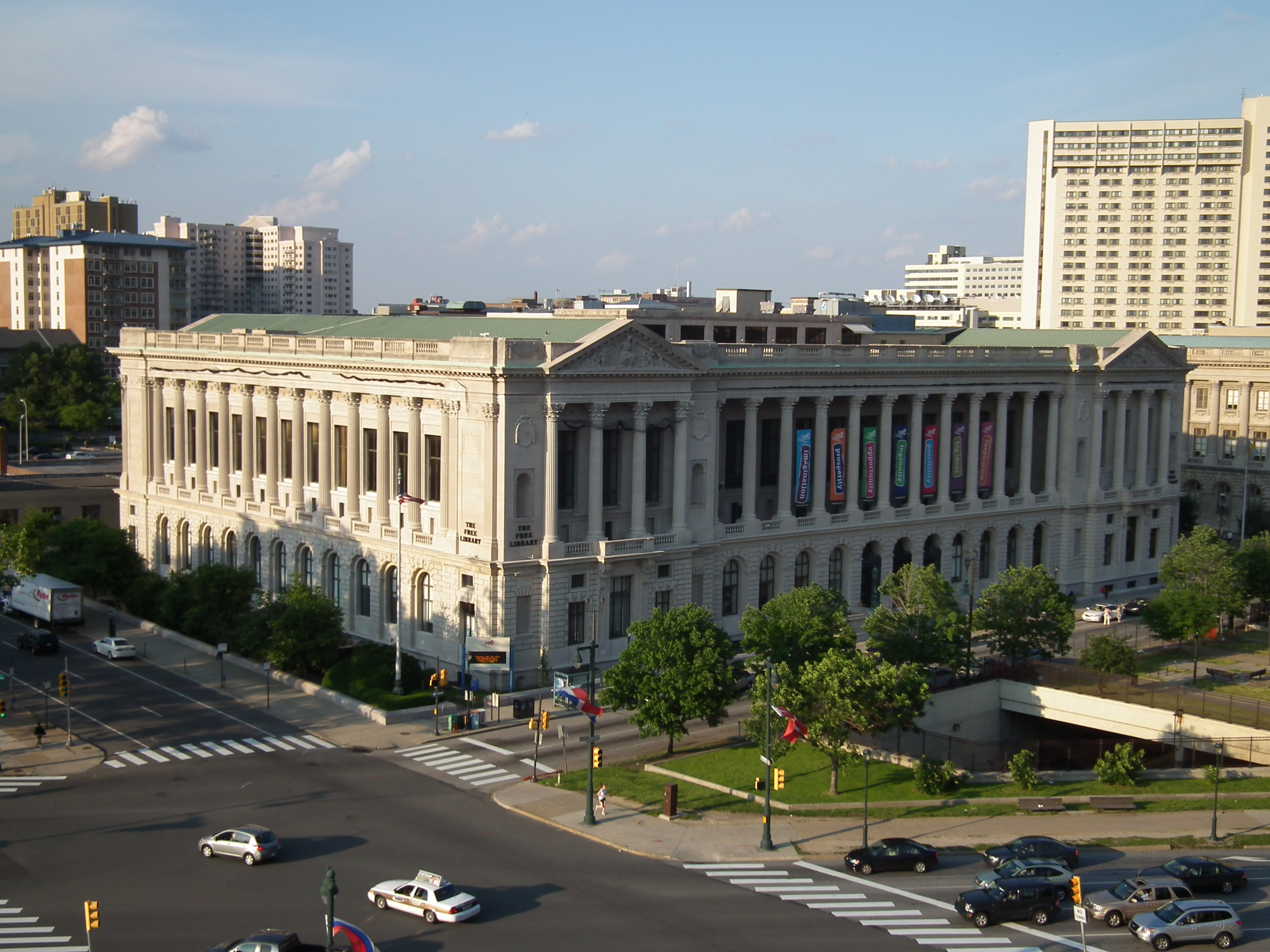
شعبه مرکزی این کتابخانه در ۱۹۲۱ تکمیل شد

کتابخانه آزاد فیلادلفیا (Free Library of Philadelphia) تأسیس ۱۸۹۱ میلادی نام سامانه کتابخانه عمومی در شهر فیلادلفیا است.
این کتابخانه ۵۴ شعبه در سرتاسر شهر دارد.
این کتابخانه مجموعاً ۴٬۶۴۲٬۰۹۴ کتاب دارد که این مؤسسه را از بزرگ‌ترین مخازن کتب کشور کرده است.